# Conotrachelus tibialis
Conotrachelus tibialis – gatunek chrząszcza z rodziny ryjkowcowatych.

## Zasięg występowania
Ameryka Południowa, występuje w Argentynie.

## Budowa ciała
Ciało dość mocno wydłużone. Przednia krawędź pokryw nieznacznie szersza od przedplecza. Na ich powierzchni wyraźne podłużne żeberkowanie, oraz gęste punktowanie. Przedplecze wydłużone, zaokrąglone po bokach, z przodu dość mocno zwężone. Ciało pokryte gęstą i krótką, pomarańczową szczecinką.
Ubarwienie ciała ciemnobrązowe z drobnymi, pomarańczowymi plamkami na całej powierzchni pokryw oraz dwiema dużymi plamami wzdłuż ich przedniej krawędzi.